# A Gotham epizódjainak listája
A Gotham egy amerikai rendőr-dráma televíziós sorozat, melynek megalkotója Bruno Heller. A sorozat a DC Comics által kiadott Batman történetek szereplőinek az eredetét hivatott bemutatni, főképpen Bruce Wayne-ét és James Gordonét. A sorozat összesen öt évadot élt meg. Az első négy évad 22 részes, míg az ötödik 12 részes volt.

## Évados áttekintés
| Évadok | Évadok | Részek száma | Eredeti sugárzás     | Eredeti sugárzás  | Eredeti adó | Magyar sugárzás     | Magyar sugárzás      | Magyar adó |
| Évadok | Évadok | Részek száma | Évadbemutató         | Évadzáró          | Eredeti adó | Évadbemutató        | Évadzáró             | Magyar adó |
| ------ | ------ | ------------ | -------------------- | ----------------- | ----------- | ------------------- | -------------------- | ---------- |
|        | 1.     | 22           | 2014. szeptember 22. | 2015. május 4.    | Fox         | 2016. szeptember 8. | 2017. február 2.     | Prime      |
|        | 2.     | 22           | 2015. szeptember 21. | 2016. május 23.   | Fox         | 2017. február 9.    | 2017. július 6.      | Prime      |
|        | 3.     | 22           | 2016. szeptember 19. | 2017. június 5.   | Fox         | 2017. július 13.    | 2017. december 7.    | Prime      |
|        | 4.     | 22           | 2017. szeptember 21. | 2018. május 26.   | Fox         | 2017. december 14.  | 2018. szeptember 27. | Prime      |
|        | 5.     | 12           | 2019. január 3.      | 2019. április 25. | Fox         | 2020. szeptember 1. | 2020. szeptember 1.  | Netfilx    |

## Epizódok

### Első évad (2014-2015)
| Sor. | Év. | Cím                                                          | Rendező         | Író                  | Premier                                  | Nézettség   | Gyártási szám |
| --- | --- | ------------------------------------------------------------ | --------------- | -------------------- | ---------------------------------------- | ----------- | ------------- |
| 1. | 1.  | Bevezető (Pilot)                                             | Danny Cannon    | Bruno Heller         | 2014. szeptember 22. 2016. szeptember 8. | 8,21 millió | 101           |
| Az új detektív, James Gordon és társa, Harvey Bullock egy új ügyet kapnak, nevezetesen Thomas (Grayson McCouch) és Martha Wayne (Brette Taylor) meggyilkolását, melynek egyetlen szemtanúja a 13 éves Bruce Wayne volt. Gordon megígéri a fiúnak, hogy megtalálja szüleinek gyilkosát. A nyomozók Carmine Falcone maffiafőnök egyik beosztottjától, Fish Mooney-tól kérnek információt, aki egy bizonyos Mario Pepper-re keni a gyanút. A nyomozók meglátogatják, azonban Bullocknak le kell lőnie. Bár a várossal elhitetik, hogy Mario volt a gyilkos, Fish beosztottjától, Oswald Cobblepot-tól a két nyomozó megtudja, hogy Mariora csak a maffia kente rá az ügyet. Gordon ezek után elmegy Fishez, aki leüti és Bullockkal együtt meg akarja öletni, azonban segítségükre siet Don Falcone, aki nem akarja, hogy rendőröket gyilkoljanak az engedélye nélkül. Hogy bebizonyítsa engedelmességét, Gordonra bízzák az áruló Oswald kivégzését, csakhogy James nem tudja lelőni, így csak megfenyegeti, hogy soha ne jöjjön vissza a városba |     |                                                              |                 |                      |                                          |             |               |
| 2. | 2.  | Selina Kyle (Selina Kyle)                                    | Danny Cannon    | Bruno Heller         | 2014. szeptember 29 2016. szeptember 15. | 7,45 millió | 102           |
| Két személy hajléktalan gyermekeket rabol az utcákról azért, hogy azokat utána eladhassák egy bizonyos Babagyárosnak. Mindeközben Oswald gyilkolással és lopással próbál túlélni és visszajutni szülővárosába. James és Bullock közben rájön arra, hol is tárolhatják a gyerekeket, mielőtt elszállítják őket, így le is csapnak a bűnözőkre. A két gyerekrabló megszökik, de a gyerekeket megtalálják. Ekkor James polgármester (Richard Kind) megpróbálja biztonságba elszállítani az utcákon felhalmozódott hajléktalan gyermekeket, azonban egy buszt eltérítenek a bűnözők, melyen Selina Kyle is utazott. Miközben Selina megpróbál elszökni, Jamesék rájönnek a bűnözők hollétére és letartóztatják őket. A gyerekeket ezután árvaházba akarják szállítani, azonban Selina ezt nem akarván felhívja James figyelmét arra, hogy ő is látta a Wayne szülők meggyilkolását. |     |                                                              |                 |                      |                                          |             |               |
| 3. | 3.  | A léggömbös (The Balloonman)                                 | Dermott Downs   | John Stephens        | 2014. október 6. 2016. szeptember 22.    | 6,36 millió | 103           |
| Selina bebizonyítja Jamesnek, hogy látta az esetet, majd megszökik előle. A városban egy önbíráskodó kezdett el garázdálkodni, aki a korrupt rendőröket és üzletembereket meteorológiai léggömbbel repíti a magasba áldozatait, akik egy idő után meghalnak.Mindeközben Oswald visszatér a városba, hogy bosszút álljon Fish-en. Bekerül egy étterembe mosogatóként és hamar kiderül, hogy az étterem Don Falcone riválisának, Don Sal Maroni (David Zayas) kezében van. Miután Mooney szeretőjét megvereti Don Falcone (mivel Oswald állítólagos halála előtt beszélt a maffiafőnökkel és elmondta, hogy Fish akarja átvenni az uralmat a maffia felett), Fish megöleti Falcone szeretőjét. Mindeközben Jamesék rájönnek az önbíráskodó kilétére és letartóztatják. Végül Oswald meglátogatja megmentőjét, James Gordont. |     |                                                              |                 |                      |                                          |             |               |
| 4. | 4.  | Arkham (Arkham)                                              | T.J. Scott      | Ken Woodruff         | 2014. október 13. 2016. szeptember 29.   | 6,39 millió | 104           |
| Oswald mesél Jamesnek a maffiában zajló dolgokról és elmondja, hogy az Arkhamért megy a verseny. Az Arkham Gotham legnagyobb fejlesztetlen területe, melyen a régi elmegyógyintézet is található. A Wayne terv szerint eme létesítményt le kell bontani és helyére egy korszerűbbet kell felhúzni. A tervet Falcone és a polgármester támogatja, azonban van egy ellentétes terv, miszerint hulladéklerakót kell építeni az intézet helyére. Ez a terv Maronié. Maroni meg akarja gyengíteni az ellentétes tervet támogató Falcone-t, így bérgyilkossal öletett meg egy ügyészt és majdnem a polgármestert is. Eközben kirabolják Maroni éttermét, megölik a tulajt, azonban Oswald megment egy zsáknyi pénzt, amiért Maroni őt teszi meg az étterem vezetőjévé. A polgármester végül kombinálja a két tervet: a kerületben építenek egy hulladéklerakót, mely Maronié, az elmegyógyintézetet felújítják és Falcone kap egy lakótelepet. A rész végén megtudjuk, hogy az étterem kirabolóit Oswald bérelte fel, majd megmérgezte őket. |     |                                                              |                 |                      |                                          |             |               |
| 5. | 5.  | Viper (Viper)                                                | Tim Hunter      | Rebecca Perry Cutter | 2014. október 20. 2016. október 6.       | 6,09 millió | 105           |
| Bruce megpróbál közelebb jutni a Wayne művek vezetőségéhez, hogy megértse, miért adták oda a terület nagy részét a gengsztereknek. Eközben egy új drog került az utcákra "Viper" néven, ami használóját emberfeletti erővel ruházza fel, azonban pár óra után a használó meghal. Gordon rájön, hogy a drog terjesztője a Wayne művek egyik leányvállalatánál dolgozott, ameddig ki nem rúgták. Mint kiderült, a vállalat hozta létre a Vipert, melyet a katonaságnak szánt, azonban a drogterjesztő nem akart részese lenni eme tervnek, így szólt a Wayne szülőknek, akik leállították a számukra titokban tartott szer fejlesztését, azonban mikor meghaltak, ezt a személyt elbocsájtották. Miután az utcai embereknek megmutatta, hogy mire képes a szer, a Wayne vállalatok jótékonysági estéjén akart mindenkit megmérgezni (amin Bruce is ott volt), azonban Jamesék megállították, mire ő öngyilkos lett. Mindeközben Maroni megtudta Oswald valódi múltját és elkezdte Pingvinnek szólítani. Közben Fish talált egy Liza nevű lányt, akit Falcone mellé szánt, miután betanította őt, hogy úgy viselkedjen, mint főnökének a régen meghalt anyja. |     |                                                              |                 |                      |                                          |             |               |
| 6. | 6.  | A kecske szelleme (Spirit Of The Goat)                       | T.J. Scott      | Ben Edlund           | 2014. október 27. 2016. október 13.      | 5,89 millió | 106           |
| Évekkel ezelőtt egy titokzatos gyilkos gazdag gyerekeket rabolt el, majd áldozott fel rituálisan. Bullock és volt társa is az ügyön nyomozott és végül megölték a magát "A kecske szellemének" nevezett személyt. Tíz évvel később ismét megjelent egy személy, aki ugyan azt a technikát használja, mint elődje. Mint kiderült, ő is az áldozat feje alá varrt egy pennyt, ami egy olyan részlet, melyről eddig csak az előző nyomozásban dolgozóak tudtak. Bullock rájött, hogy egy pszichoterapeuta felelős a gyilkosságokért, aki hipnotizálta mind a két gyilkost. A nőt ezek után letartóztatják. Mindeközben Montoya és Allen nyomozók találnak egy szemtanút, aki látta, ahogyan James "megöli" Oswaldot és bedobja a folyóba. Ezek után le is tartóztatják Jamest és Bullockot, azonban megjelenik Oswald, azaz Pingvin a rendőrségen és kiderül, hogy életben van. |     |                                                              |                 |                      |                                          |             |               |
| 7. | 7.  | Pingvin esernyője (Penguin's Umbrella)                       | Rob Bailey      | Bruno Heller         | 2014. november 3. 2016. október 20.      | 6,63 millió | 107           |
| Gordon elviszi barátnőjét, Barbarát a buszmegállóhoz és megkéri, hogy távozzon a városból a biztonsága érdekében. Pingvin azt tanácsolja Maroninak, hogy ölessék meg Falcone egyik emberét, Nikolai-t, aki mellesleg Fish-sel együtt ki akarja iktatni Falcone-t, hogy aztán ő lehessen a maffia vezére. Végül sikerül megölni, azonban Maroni egyik embere Pingvin ellen fordul, akit szintén megöl Oswald. Végül a két maffiafőnök jelképesen békét köt egymással. Mindeközben James és Bullock megpróbálja letartóztatni Falcone-t és a korrupt polgármestert, azonban Falcone megzsarolja Jamest, hogyha megteszi, akkor megöli az elfogott Barbarát. James engedelmeskedik, ezért Falcone elengedi. Végül Pingvin meglátogatja Falcone-t és kiderül, hogy mindvégig összejátszottak és Pingvin folyamatosan kémkedett Maroniról. Mint kiderült, Falcone tudta, hogy James nem fogja megölni Oswaldot, ezért is vele akarta kivégeztetni, így aztán Pingvin be tud jutni Maroni maffiájába, ahonnan tud kémkedni. Oswald elmondta azt is, hogy Fish és Nikolai utálják Falcone-t, ezért is akart ölte meg Nikolai-t. |     |                                                              |                 |                      |                                          |             |               |
| 8. | 8.  | A maszk (The Mask)                                           | Paul A. Edwards | John Stephens        | 2014 november 10. 2016. október 27.      | 6,35 millió | 108           |
| Bruce visszatér iskolájába, ahol hamar konfliktusba keveredik egy Tommy Elliot nevű fiúval, aki viccet csinál szülei halálából, ezért Bruce megkéri Alfredot, hogy tanítsa meg neki megvédeni magát. James és Bullock letartóztatják Richard Sionis, aki illegális és halálos viadalokat szervez. Mindeközben Liza hűsége Fish Mooneyhoz megbotlik, mikor megtudja, hogy Fish vele akarja megöletni Don Falcone-t, akinek már a bizalmába sikerült férkőznie. Fish megparancsolja Lizának, hogy másoljon le egy főkönyv néhány oldalát, mellyel legyőzheti Falcone-t. Ezt a lány meg is teszi, miközben Oswald rájön, hogy Fishnek is bizonyosan van titka, így egy kis kérdezősködés után megtudja, hogy van egy beépített embere Falcone-nál. Az epizód végén Selina Kyle-t beviszik a rendőrségre, ahol ismét találkozik James Gordonnal. |     |                                                              |                 |                      |                                          |             |               |
| 9. | 9.  | Harvey Dent (Harvey Dent)                                    | Karen Gaviola   | Ken Woodruff         | 2014. november 17. 2016. november 3.     | 6,49 millió | 109           |
| Gordon megtudja, hogy barátnője, Barbara elhagyta egy időre, hogy feldolgozhassa az eseményeket. Ezek után Gordon Selinát elviszi a Wayne kúriába, ahol biztonságban segítheti a nyomozást. Mindeközben az orosz maffia, ami Nikolai halála után Falcone ellen dolgozik, megszöktet egy rabot a Blackgate börtönből, aki mesterien készít bombákat. Gordon találkozik Harvey Denttel, aki Dick Lovecraft-ot gyanúsítja a Wayne-ék meggyilkolásával, és szerinte Selina, aki látta a gyilkosságot, tudna vallani ellene. Mindeközben Fish ráveszi az új orosz vezért, hogy rabolja ki Falcone-t. Ezt meg is teszi, azonban a rendőrök megállítják őket, így Fish felrobbantja a pénzszállító kocsit, ezzel megölve mindenkit, aki tudott az akcióról. Oswald meglátogatja Lizát, elmondja neki, hogy tudja, hogy kémkedik Fishnek, azonban nem fogja elmondani Falcone-nak. |     |                                                              |                 |                      |                                          |             |               |
| 10. | 10. | Lovecraft (Lovecraft)                                        | Guy Ferland     | Rebecca Dameron      | 2014. november 24. 2016. november 10.    | 6,05 millió | 110           |
| Bérgyilkosok támadják meg a Wayne kúriát, tudván, hogy ott van a lány, aki Lovecraft ellen vallana. Alfred feltartóztatja őket, így Bruce és Selina elmenekülnek. Eközben Cobblepot elmondja Falcone-nak, hogy egy tégla van a maffiában, aki Fish Monney, és ezt be is bizonyítja. Gordon közben elmegy Lovecrafthoz, akiről azt hiszi, ő bérelte fel a bérgyilkosokat, azonban azt mondja, hogy őt is keresik. Mielőtt elmondhatná Gordonnak, miért is akarják megölni, megtámadják őket, majd James fegyverével megölik Lovecarft-ot. Bruce elmegy Selinával a helyi orgazdához, aki azonban felajánlja a bérgyilkosoknak. Bullock és Alfred Fishtől magkapta az információt, hogy az orgazda hol tartózkodik, így közbelépnek, és miután Selina megszökik, megmentik Bruce-t és megölik a bérgyilkosok nagy részét. James polgármester azt mondja, hogy Lovecarft öngyilkos lett James durva kihallgatása miatt, ezért Jamest lefokozza és az Arkhamba küldi, mint biztonsági őr. |     |                                                              |                 |                      |                                          |             |               |
| 11. | 11. | A zsiványok galériája (Rogues' Gallery)                      | Oz Scott        | Sue Chung            | 2015. január 5. 2016. november 17.       | 7,06 millió | 111           |
| Gordon az Arkhamban töltött első néhány napjában elkezd nyomozni egy ottani ügyön, Dr. Leslie Thompkins (Morena Baccarin) segítségével. Eközben Mooney elmondja hatalomátvételi tervét Jimmy Saviano-nak, aki szerint saját magának kéne átvennie Falcone helyét. Oswaldot letartóztatják a rendőrök, mivel további védelmi pénzt akart kicsikarni az ottani halászoktól (Maroni engedélye nélkül) , akik ezért ráhívták a rendőröket. James segítséget kér volt társától, Bullock-ot az ügyre, majd közösen rájönnek, hogy az elkövető nem más, mint az egyik ápolt, Jack Gruber, aki elmenekül az intézetből, miután megölt egy őrt és James főnökét. Maroni kiszabadítja Oswaldot és elmondja, hogy ő akarta, hogy letartóztassák, ezzel megtanítva neki, hogy semmit sem tehet az engedélye nélkül. Végül Saviano át akarja csábítani Fish verőemberét, Butch-ot (Drew Powell) az ő csapatába, ámde Butch végez vele. |     |                                                              |                 |                      |                                          |             |               |
| 12. | 12. | Mit csiripelt a kismadár (What the little bird told him)     | Eagle Egilsson  | Ben Edlund           | 2015. január 19. 2016. november 24.      | 6,50 millió | 112           |
| James és Bullock 24 órát kapnak a főkapitánytól Jack elkapásához, különben mind ketten az Arkhamban fognak dolgozni. Neki is látnak, és nyomozásukból kiderül, hogy Jack régebben egy kisebb bűncsoport tagja volt, azonban egy rablás során csak őt kapták el, társai otthagyták. Dr. Thompkins elmondja, hogy míg az Arkhamban volt, Jack egy bizonyos Mr. M-re haragudott nagyon. Ő Don Maroni. Fish közben elrabolja Lizát, és azt kéri Falcone-tól, hogy költözzön el és a maffia vezetését hagyja rá. Mindeközben Maronit megtámadja Jack, azonban nem sikerül a támadás, így elmenekül. James a rendőrkapitányságnál tartja Maronit, gondolván, hogy Jack majd érte jön. Terve be is válik, majd mikor megjelenik, James legyőzi és letartóztatja, mely hőstettéért visszakapja nyomozói állását. Oswald (aki eddig Maroninál volt) elmegy Falcone-hoz, hogy megmondja, valójában Fish bérelte fel Lizát, hogy hasson Falcone-ra. A maffiavezér így nem megy bele Fish ajánlatába, ellenben megfojtja Lizát, majd elzárja Fish-t. Végül Mooney is rájön, hogy Oswlad valójában Falcone-nak dolgozik. |     |                                                              |                 |                      |                                          |             |               |
| 13. | 13. | Isten hozott, Jim Gordon! (Welcome Back, Jim Gordon)         | Wendey Stanzler | Megan Mostyn-Brown   | 2015. január 26. 2016. december 1.       | 6,04 millió | 113           |
| Egy ismeretlen helyen Fish Mooney-t körbeszíjazzák, és Falcone fő szolgájára, Bob-ra hagyják, hogy kínozza. Bullock bemutatja Gordon-t Arnold Flass kábszeres nyomozónak. Találkoznak egy éjjeli gondnokkal, Leon Winklerrel, aki egy nyilvános gyilkosságnak volt a szemtanúja. A rendőrkapitányságon Winkler-t megöli egy ismeretlen személy. Edward Nygma (Cory Michael Smith) megállapítja, hogy a tettes egy jégcsákányt használt. Svájcból visszatérve Bruce és Alfred találkoznak Ivy Pepper-rel (Clare Foley), akit megkérnek, hogy egy üzenetet adjon át Selina Kyle-nak. Gilzean kiszabadítja magát, jól megveri Bob-ot, aztán kiszabadítja Fish-t. Az irattárban Flass nyilvánosan kigúnyolja Nygma-t a Kristen Kringle iránt érzett dolgai miatt. Gordon elmegy Cobblepot-hoz Fish korábbi klubjába, ahol találkozik Cobblepot anyjával, Gertrude-dal, és információkról kérdez Flass-ről. Victor Zsasz megtalálja Bob-ot és megöli, mielőtt szól Falcone-nak. Bruce-t meglátogatja Selina, aki ad neki egy hógömböt, majd azt mondja, maradjon távol tőle és bevallja, hogy igazából nem látta Bruce szüleinek gyilkosának az arcát. Gordon végül talál bizonyítékokat arra, hogy Flass ölte meg Winkler-t, mire Flass-t letartóztatják. Közben Fish és Butch meg akarják ölni Cobblepot-ot, de Zsasz ismét közbelép. Gilzean-t elkapja, de Mooney elmenekül Gotham-ből és bosszút esküszik Pingvin ellen. |     |                                                              |                 |                      |                                          |             |               |
| 14. | 14. | A Rettenetes Dr. Crane (The Fearsome Dr. Crane)              | John Behring    | John Stephens        | 2015. február 2. 2016. december 8.       | 5,79 millió | 114           |
| Gordon és Bullock egy sorozatgyilkos után nyomoznak, aki egy félelemtámogató csoport tagjait veszi célba, és kiszedi a mellékveséiket, miközben a legnagyobb félelmeiket használja ellenük. Egy Selina Kyle-al való rövid találkozás után Gordon elmegy Bruce-hoz, aki Selina legutóbbi kijelentésének fényében felmenti őt régi ígérete alól. Gordon és Bullock rájönnek, hogy a gyilkos Gerald Crane (Julian Sands), Jonathan Crane apja, aki Todd álnéven ugyanabba a csoportba jár, amelyikbe az áldozatok is. Sikerül még időben megmenteniük egy áldozatot, Crane viszont elmenekül. Közben Maroni megtudja Fish-től, hogy Cobblepot valójában ellene dolgozott és megpróbálja őt megölni, de Cobblepot megszökik és visszatér Gotham-be egy templomi buszon. A rendőrségen Edward Nygma besározza az orvosszakértőt, Dr. Guerra-t emberi testrészek rejtegetésével, miután az elintézte, hogy Essen felfüggessze Nygma-t a sokszoros holttesttapintásért. Miután Dr. Guerra-t felfüggesztik, Gordon elmondja Leslie Thompkins-nek (akivel jelenleg együtt van), hogy szabad az orvosszakértői állás a rendőrségen. Mooney hajóval akarja elhagyni Gotham-et, azonban azt később zsoldosok támadják meg, akiknek egyikével Mooney harcba kezd. |     |                                                              |                 |                      |                                          |             |               |
| 15. | 15. | A madárijesztő (The Scarecrow)                               | Nick Copus      | Ken Woodruff         | 2015. február 9. 2016. december 15.      | 5,63 millió | 115           |
| Mikor Gerald Crane újabb áldozatot vesz célba, Gordon és Bullock kutatnak a hátterében és rájönnek, hogy Crane egy biológia tanár volt, akinek a felesége egy tűzben halt meg, ő pedig túlságosan félt, hogy megmentse. Azt gondolván, hogy a félelem az emberek hibája, mellékveséket gyűjt be, hogy egy félelemszérum elkészítésére használja fel azokat, mely láttatja az emberekkel a legszörnyűbb félelmeiket, remélve, hogy ezáltal képesek lesznek szembenézni velük és leküzdeni is képesek lesznek őket. Közben Fish Mooney-t zsoldosok rabolják el és egy lármás börtönszerű helyre viszik. Mooney megöli a foglyok vezetőjét és átveszi a helyét, miután rájön, hogy a foglyokat a szerveik miatt gyűjtötték be. Bruce egymaga megy egy hűtlen túrára. Falcone azt mondja Cobblepot-nak, hogy sajátítsa ki és újítsa meg Fish egykori éjszakai klubját, mielőtt Maronival beszél róla. Maroni beleegyezik, hogy életben hagyja Cobblepot-ot, cserébe amiért Falcone egy bírót a markába juttatott. James és Harvey megtalálják Crane-t az otthonában, aki, miután beadta a szérumot fiának, Jonathan-nek, meghal a tűzharcban. Jonathan-t ezután kórházba szállítják, ahol az orvosok elmondják Gordonnak, hogy a befecskendezett szérum mennyisége miatt a fiú talán soha nem tudja megállni azt, hogy látja a legszörnyűbb félelmeit, melyek az ő esetében animált madárijesztők. Az Oswald's (a teljesen megújított Fish Mooney's) megnyitóján Don Maroni belép kíséretével, és megígéri Pingvinnek, hogy ha Falcone meghal, megöli őt. |     |                                                              |                 |                      |                                          |             |               |
| 16. | 16. | A vak jövendőmondó (The Blind Fortune Teller)                | Jeffrey G. Hunt | Bruno Heller         | 2015. február 16. 2016. december 22.     | 6,19 millió | 116           |
| Barbara visszatér Gothambe, és a lakásán találkozik Ivy-val és Selinával. Fish Mooney próbálja megvédeni magát és a többi foglyot, mikor megtudják, hogy a szerveiket be akarják gyűjteni. Amikor Haly Cirkuszában egy kígyótáncost, Lila Valeska-t meggyilkolnak, és két viaskodó családot, a Repülő Graysonokat és a Lloydokat gyanúsítják ezzel, Gordon és Leslie Thompkins nyomoznak. Egy vak médium, Paul Cicero felkeresi Gordont, azt állítván, hogy a halott táncosnőtől kapott üzenetet. James nem hisz ebben, és azt gyanítja, hogy a médium tussolja el a gyilkosságot. Később megvádolja Lila fiát, Jerome-t (Cameron Monaghan) a gyilkossággal, és elmondja neki, hogy Cicero a vér szerinti apja. Jerome beismeri, hogy megölte az anyját, annak rossz bánásmódja miatt, majd őrült röhögésben tör ki. Mindezek után a Graysonok és a Lloydok kibékülnek és a családok két szerelmes tagja, John Grayson és Mary Lloyd házasság mellett dönt. Miután tanácsokat kapott Selinától és Ivy-tól, Barbara próbál újra összejönni James-szel, de amikor meglátja őt Leslie-vel csókolózni, meggondolja magát. Eközben Oswald mulatójában a vendégek száma csökkenni kezd. Zsasz bemutat Pingvinnek egy teljesen megváltozott, reformált Butch Gilzean-t, akiről azt mondja, hogy ő tud segíteni, ha valami gond adódik a klubbal és hogy napokig dolgozott rajta.A tömlöcben Mooney elmondja Thomas Schmidt-nek, a főfogvatartónak, hogy találkozni akar a főnökével. Bruce Wayne találkozik a Wayne vállalat vezetőivel, és tájékoztatja őket, hogy a cég összeköttetésben áll a bűnözőkkel. |     |                                                              |                 |                      |                                          |             |               |
| 17. | 17. | Piros csuklyás (Red Hood)                                    | Nathan Hope     | Danny Cannon         | 2015. február 23. 2016. december 29.     | 6,53 millió | 117           |
| Egy bankrablókból álló banda kirabol egy bankot, majd a lopott pénzből szétszórnak néhányat a tömegben, hogy a menekülésüket biztosítsák. Gordon és Bullock leleplezik az egyik tag, Gus Floyd tartózkodási helyét, aki magát Piros Sisaknak nevezte, de ott már csak holtan találják. A banda egy másik tagja, Clyde Destro átveszi a Piros Sisak jelképező maszkját, majd újabb rablást hajt végre. Gordon és Bullock őt is sebesülten találják, de még át tud adni nekik információt, ezután egy tűzharcban lelövik a banda többi tagját. Eközben Oswald Cobblepot azzal küszködik, hogy Don Maroni nem szállít az éttermének italokat, viszont Butch elintézi az általa fizetett zsaruk segítségével, hogy legyen ital. Fish Mooney megtudja, hogy a létesítményt, ahol fogvatartják őt, a Babagyáros vezeti. Amikor a menedzser el akarja venni a szemét szervkereskedelem céljából, Fish maga vágja ki azt és megsemmisíti, mielőtt eszméletét veszti. Reggie Payne, Alfred régi katonatársa meglátogatja őt a Wayne kúriában és náluk marad éjszakára. Azonban a következő nap ellop néhány fájlt Bruce-tól, aztán leszúrja Alfredet, nehogy elkapják. Végül mindent elmond a Wayne Vállalat vezetőségének. |     |                                                              |                 |                      |                                          |             |               |
| 18. | 18. | Mindenkinek van egy Copleblepotja (Everyone Has A Cobblepot) | Bill Eagles     | Megan Mostyn-Brown   | 2015. március 2. 2017. január 5.         | 6,10 millió | 118           |
| Alfred még mindig a kórházban lábadozik, de nem hajlandó Reggie Payne-t belekeverni. Gordon és Harvey Dent a korrupt nyomozó, Flass hirtelen szabadon bocsátása és visszahelyezése után nyomoz. Bullock elmondja, hogy Loeb rendőrfőkapitány információkat gyűjt rendőrtisztekről, akik maffiagyilkosságokat követtek el, és ezeket arra használja, hogy irányítsa és zsarolja őket: Bullock-ot arra kényszerítette, hogy hamisan vallja azt, hogy jogtalan bizonyítékokat adott át Flass-ről. Miután nyomoztak a Triád egyik könyvelésénél és kihallgatták Loeb régi partnerét, Gordon megtudja, hogy Loeb Falcone szövetségese. Pingvin segítségével Gordon és Bullock felderítik Loeb városon kívüli farmját, ahol megtalálják Loeb őrült, padláson fogva tartott lányát, Miriam-et. Ő bevallja, hogy megölte az anyját, s ezt Gordon arra használja, hogy megzsarolja Loeb-ot, ezzel véget vetve Bullock ügyének. Eközben Fish Mooney találkozik a Babagyárossal (Colm Feore), aki ad neki egy új, kék szemet, és megengedi, hogy bizonyítsa hűségét, ha a jobbkeze akar lenni. Nagy megdöbbenésére Fish felfedezi, hogy a börtön létesítmény egy távoli, elkülönített szigeten található. |     |                                                              |                 |                      |                                          |             |               |
| 19. | 19. | Ragadozók (Beasts of Prey)                                   | Eagle Egilsson  | Ken Woodruff         | 2015. április 13. 2017. január 12.       | 4,50 millió | 119           |
| Gordon figyelmeztetése ellenére Bruce Selina Kyle-lal Reggie Payne nyomába erednek. Payne bevallja, hogy őt a Wayne Vállalat igazgatósága bérelte fel, és miután megfenyegeti Bruce-t, hogy elmondja nekik, hogy a nyomukban van, Selina kilöki Payne-t egy ablakon, feltehetően megölve őt. Gordon és Bullock egy döglött aktás gyilkosság után nyomoznak. Miután Nygma kulcsbizonyítékként egy festett törött szívet talál, Bullock rájön, hogy az Ogre nevű sorozatgyilkos (Milo Ventimiglia) áll a háttérben, majd elmondja, hogy mindenki, aki nyomozott az Ogre után, az elvesztette szeretteit. Kiderül, hogy az Ogre célja az, hogy megtalálja az igazit, így az áldozatát kis ideig fogva tartja, majd miután rájön, hogy nem ő az igazi, végez vele. Gordon rájön, hogy Loeb rendőrfőnök ültette fel őt, ennek ellenére folytatja a nyomozást és megfenyegeti Loeb-ot, hogy ő lesz a következő. Közben Pingvin üzletről beszél egy bártulajdonossal, ám valódi célja, hogy abban a bárban ölje meg Don Maronit. Fish Mooney-nak sikerül megszöknie a többi rabbal együtt a Babagyáros szigetéről, azonban menekülés közben lövést kap. |     |                                                              |                 |                      |                                          |             |               |
| 20. | 20. | Kés alatt (Under The Knife)                                  | T.J. Scott      | John Stephens        | 2015. április 20. 2017. január 19.       | 4,44 millió | 120           |
| Az Ogre azzal fenyegeti Gordon-t, ha nem hagyja abba a nyomozást, ő megöli az egyik szerettét. Gordon és Bullock lenyomozzák az első áldozatot. A Reggie Payne-incidenst követően Bruce és Selina elmennek Barbara Kean-nel a Wayne Vállalat jótékonysági báljára, ahol Selina kulcsokat lop Sid Bunderslaw-tól, a vállalat egyik olyan vezetőjétől, akik Payne-t küldték a Wayne kúriába. Cobblepot egy ír bérgyilkossal szövetkezik Sal Maroni megölésére, de Maroni meglátogatja a klubot, ahol felfedi Pingvin anyja előtt, hogy fia egy hidegvérű gyilkos. Oswald megesküszik Maroni-nak, hogy megfizet. Edward Nygma védeni próbálja Kristen Kringle-t annak erőszakos pasijától, de túl messzire megy, amikor rengetegszer leszúrja őt, és az elméje kezd megbomlani. Gordon, Bullock és Essen százados rájönnek, hogy az Ogre valódi neve Jason Skolimski, Constance Van Groot inasának a fia, aki a Van Groot vezetéknévvel élt, amíg a mostohaanyja, Constance el nem utasította. Emiatt megvváltoztatta az arcát és a személyiségét egy kórházban, ahol első áldozatára talált. Gorddon rémülten jön rá, hogy az Ogre a Jótékonysági Galériából tudta meg, hogy ki ő. Ezt a galériát Jim és Barbara látogatták meg régen: ez bizonyítja, hogy Barbara a következő célpont. Miután megtudja Selinától, hogy Barbara nincs otthon, úgy dönt, hogy megtalálja. Az Ogre közben bemutatja Barbarának a BDSM helyiségét. |     |                                                              |                 |                      |                                          |             |               |
| 21. | 21. | Üllő vagy kalapács (The Anvil of the Hammer)                 | Paul A. Edwards | Jordan Harper        | 2015. április 27. 2017. január 26.       | 4,58 millió | 121           |
| Jason az Ogre Lennon felfedi Barbara előtt valódi szándékait, majd fogva tartja őt és arra kényszeríti, hogy válassza ki a következő áldozatát. Miközben a Foxglove Club-ban nyomoznak, Gordon és Bullock megtalálják az Ogre lakását a Gotham Royal Hotel-ben, de az Ogre és Barbara már elhagyták a helyszínt, és Barbara szüleinek a házába mentek. Gordon és Bullock elmennek oda, de ott holtan találják a szülőket. Egy brutális harc után az Ogre megfenyegeti Gordon-t Barbarával, de Bullock eltereli a figyelmét, és James le tudja lőni a gyilkost. Később James bevallja Leslie Thompkins-nek, hogy már őt szereti Barbara helyett. Nygma feldarabolja Kristen Kringle barátjának holttestét, és egy levelet ír a nevében, hogy elhagyta a várost. Bruce bemegy Bunderslaw irodájába a Wayne Vállalatnál, és kinyitja a széfjét, de az üres. Megérkezik Bunderslaw és felfedi, hogy számított Bruce-ra, és hogy rég eltüntette a bizonyítékokat. Felfedi Bruce előtt, hogy az apja és a nagyapja tudtak az illegális műveletekről, de a hallgatás mellett döntöttek. Bunderslaw kikísérteti Bruce-t az egyik alkalmazottal, Lucius Fox-szal (Chris Chalk), aki elmondja a fiúnak, hogy az apja valóban tudott az illegális dolgokról, viszont nem támogatta őket. A bűntudattól vezérelve Bruce bevallja Alfred-nek, hogy ő és Selina ölték meg Reggie Payne-t, és hogy volt Bunderslaw-nál. Alfred elmondja neki, hogy az apja jó ember volt, de Bruce szerint még a jóknak is lehetnek sötét titkai. Közben Pingvin gyilkossági kísérletéről Maroni ellen kiderül, hogy átverés volt abból a célból, hogy háború törjön ki Falcone és Maroni közt. Maroni rengeteg bűntette és gyilkossága felhívja Essen százados figyelmét, aki a rendőröket szolgálatba helyezi a háború idejére. |     |                                                              |                 |                      |                                          |             |               |
| 22. | 22. | Minden boldog család egyforma (All Happy Families Are Alike) | Danny Cannon    | Bruno Heller         | 2015. május 4. 2017. február 2.          | 4,93 millió | 122           |
| Kitört a bandaháború Falcone és Maroni között. Az Ogre halála után Barbarának traumája lesz, miközben Leslie-vel beszélget a történtekről. Mikor Falcone-t egy leszámolás során kórházba viszik, Pingvin és Butch odamennek, azzal a szándékkal, hogy megöljék és átvegyék a helyét, de James megállítja őket. Bullock segítségével Gordon elmenekíti Falcone-t, Pingvint és Butch-ot Maroni emberei elől egy menedékházba, ahol az időközben visszatért Fish Mooney új bandája (köztük Selina Kyle) elkapja őket. Mooney alkut köt Maroni-val Falcone fejéért, de Maroni tiszteletlenül viselkedik Fish-sel, aki ezért fejbelövi. Maroni emberei és Mooney bandája között tűzharc tör ki, ezt kihasználva Gordon, Bullock, Falcone és Pingvin kiszabadul, de Selina és néhányan Mooney bandájából újra elkapják őket. Cobblepot egy gépfegyverrel megöli Mooney legtöbb emberét, míg Selina megszökik és Gordon, Bullock és Falcone is elmenekül. Pingvin, Mooney és Butch a tetőre futnak, és egy harc után Mooney a tengerbe zuhan és Pingvin kikiáltja magát Gotham új maffiafőnökének. Mindeközben Barbara felfedi Leslie előtt mentálisan instabilságát és azt, hogy ő ölte meg saját szüleit. Megpróbálja megölni Leslie-t, de ő semlegesíti őt, ahogy Gordon, Bullock és Falcone megérkezik. Falcone úgy dönt, hogy visszavonul a bűnözői élettől, és elmondja James-nek, hogy az apjával jóbarátok voltak és hogy Gotham-ben már csak a törvény lehet az úr. Kristen Kringle kérdőre vonja Nygma-t, hogy volt-e köze a barátja eltűnéséhez, de Nygma ezt tagadja, majd láthatóan tudathasadása lesz. Azt gondolván, hogy apjának volt egy titkos élete, Bruce nyomokat keres és a kandalló mögött talál egy titkos járatot.                                                               |     |                                                              |                 |                      |                                          |             |               |

### Második évad (2015-2016)
| Sor. | Év. | Cím                                                        | Rendező           | Író                  | Premier                               | Nézettség   | Gyártási szám |
| ---- | --- | ---------------------------------------------------------- | ----------------- | -------------------- | ------------------------------------- | ----------- | ------------- |
| 23.  | 1.  | Ha te teszed... (Dammed If You Do...)                      | Danny Cannon      | Bruno Heller         | 2015. szeptember 21. 2017. február 9. | 4,57 millió | 201           |
| 24.  | 2.  | Kipp-kopp (Knock, Knock)                                   | Rob Bailey        | Ken Woodruff         | 2015. szeptember 28 2017. február 16. | 4,65 millió | 202           |
| 25.  | 3.  | Az utolsó nevetés (The Last Laught)                        | Eagle Egilsson    | John Stephens        | 2015. október 5. 2017. február 23.    | 4,33 millió | 203           |
| 26.  | 4.  | Csapás mérő egység (Strike Force)                          | T.J. Scott        | Danny Cannon         | 2015. október 12 2017. március 2.     | 4,17 millió | 204           |
| 27.  | 5.  | Megbélyegezve (Scarification)                              | Bill Eagles       | Jordan Harper        | 2015. október 19. 2017. március 9.    | 4,19 millió | 205           |
| 28.  | 6.  | Tűz által (By Fire)                                        | T.J. Scott        | Rebecca Perry Cutter | 2015. október 26. 2017. március 16.   | 4,32 millió | 206           |
| 29.  | 7.  | Anyuci kicsi szörnye (Mommy's Little Monster)              | Kenneth Fink      | Robert Hull          | 2015. november 2. 2017. március 23.   | 4,27 millió | 207           |
| 30.  | 8.  | Majd ma éjszaka (Tonight's the Night)                      | Jeffrey G. Hunt   | Jim Barnes           | 2015. november 9. 2017. március 30.   | 4,11 millió | 208           |
| 31.  | 9.  | Le kell nyelni a keserű pirulát (A Bitter Pill to Swallow) | Louis Shaw Milito | Megan Mostyn-Brown   | 2015. november 16. 2017. április 6.   | 4,35 millió | 209           |
| 32.  | 10. | Gotham fia (The Son of Gotham)                             | Rob Bailey        | John Stephens        | 2015. november 23. 2017. április 13.  | 4 millió    | 210           |
| 33.  | 11. | A bűnnél is rosszabb (Worse Than a Crime)                  | Jeffrey G. Hunt   | Bruno Heller         | 2015. november 30. 2017. április 20.  | 4,51 millió | 211           |
| 34.  | 12. | Mr. Fagy (Mr. Freeze)                                      | Nick Copus        | Ken Woodruff         | 2016. február 29. 2017. április 27.   | 4,12 millió | 212           |
| 35.  | 13. | A holtak nem fáznak (A Dead Man Feels No Cold)             | Eagle Egilsson    | Seth Boston          | 2016. március 7. 2017. május 4.       | 4,54 millió | 213           |
| 36.  | 14. | Mocsok és aljasság (This Ball of Mud and Meanness)         | John Behring      | Jordan Harper        | 2016. március 14. 2017. május 11.     | 4,01 millió | 214           |
| 37.  | 15. | Eszelős szürke hajnal (Mad Grey Dawn)                      | Nick Copus        | Robert Hull          | 2016. március 21. 2017. május 18.     | 3,89 millió | 215           |
| 38.  | 16. | Elítéltek (Prisoners)                                      | Scott White       | Danny Cannon         | 2016. március 28. 2017. május 25.     | 3,82 millió | 216           |
| 39.  | 17. | Be az erdőbe (Into the Woods)                              | Oz Scott          | Rebecca Perry Cutter | 2016. április 11. 2017. június 1.     | 3,71 millió | 217           |
| 40.  | 18. | Fenyves Farm (Pinewood)                                    | John Stephens     | Robert Hull          | 2016. április 18. 2017. június 8.     | 3,72 millió | 218           |
| 41.  | 19. | Azrael (Azrael)                                            | Larysa Kondracki  | Jim Barnes           | 2016. május 2. 2017. június 15.       | 3,59 millió | 219           |
| 42.  | 20. | Kötelék (Unleashed)                                        | Paul A. Edwards   | Danny Cannon         | 2016. május 9. 2017. június 22.       | 3,67 millió | 220           |
| 43.  | 21. | A félelem légiója (A Legion of Horribles)                  | Rob Bailey        | Jordan Harper        | 2016. május 16. 2017. június 29.      | 3,84 millió | 221           |
| 44.  | 22. | Átvitel (Transference)                                     | Eagle Egilsson    | Bruno Heller         | 2016. május 23. 2017. július 6.       | 3,62 millió | 222           |

### Harmadik évad (2016-2017)
| Sor. | Év. | Cím                                                               | Rendező              | Író                             | Premier                                 | Nézettség   | Gyártási szám |
| ---- | --- | ----------------------------------------------------------------- | -------------------- | ------------------------------- | --------------------------------------- | ----------- | ------------- |
| 45.  | 1.  | Jobb a pokolban uralkodni... (Better to Reign in Hell...)         | Danny Cannon         | John Stephens                   | 2016. szeptember 19. 2017. július 13.   | 3,90 millió | 301           |
| 46.  | 2.  | Égesse meg a boszorkányt (Burn the Witch)                         | Danny Cannon         | Ken Woodruff                    | 2016. október 3. 2017. július 20.       | 3,54 millió | 302           |
| 47.  | 3.  | Nézz a szemembe (Look Into My Eyes)                               | Rob Bailey           | Danny Cannon                    | 2015. október 10. 2017. július 27.      | 3,19 millió | 303           |
| 48.  | 4.  | Új nap virrad (New Day Rising)                                    | Eagle Egilsson       | Robert Hull                     | 2016. október 17. 2017. augusztus 3.    | 3,42 millió | 304           |
| 49.  | 5.  | Neked bármit (Anything for You)                                   | TJ Scott             | Denise Thé                      | 2016. október 17. 2017. augusztus 10.   | 3,32 millió | 305           |
| 50.  | 6.  | Kövesd a fehér nyulat (Follow the White Rabbit)                   | Nathan Hope          | Steven Lilien & Bryan Wynbrandt | 2016. október 24. 2017. augusztus 17.   | 3,48 millió | 306           |
| 51.  | 7.  | Vörös királynő (Red Queen)                                        | Scott White          | Megan Mostyn-Brown              | 2016. október 31. 2017. augusztus 24.   | 3,16 millió | 307           |
| 52.  | 8.  | Véráradás (Blood Rush)                                            | Rob Bailey           | Tze Chun                        | 2016. november 7. 2017. augusztus 31.   | 3,52 millió | 308           |
| 53.  | 9.  | A hófehér (The Executioner)                                       | John Behring         | Ken Woodruff                    | 2016. november 14. 2017. szeptember 7.  | 3,63 millió | 309           |
| 54.  | 10. | Időzített bomba (Time Bomb)                                       | Hanelle M. Culpepper | Robert Hull                     | 2016. november 21. 2017. szeptember 14. | 3,44 millió | 310           |
| 55.  | 11. | A zöld szemű szörny (Beware the Green-Eyed Monster)               | Danny Cannon         | John Stephens                   | 2016. november 28. 2017. szeptember 21. | 3,37 millió | 311           |
| 56.  | 12. | Az őrült város szellemei (Ghosts)                                 | Eagle Egilsson       | Danny Cannon                    | 2017. január 16. 2017. szeptember 28.   | 3,69 millió | 312           |
| 57.  | 13. | Az igazi mosoly (Smile Like You Mean It)                          | Olatunde Osunsanmi   | Steven Lilien & Bryan Wynbrandt | 2017. január 23. 2017. október 5.       | 3,60 millió | 313           |
| 58.  | 14. | Hogyan szerezzünk ellenségeket (The Gentle Art of Making Enemies) | Louis Shaw Milito    | Seth Boston                     | 2017. január 30. 2017. október 12.      | 3,46 millió | 314           |
| 59.  | 15. | Honnan kapta Rébusz a nevét (How the Riddler Got His Name)        | TJ Scott             | Megan Mostyn-Brown              | 2017. április 24. 2017. október 19.     | 2,99 millió | 315           |
| 60.  | 16. | Kifinomult és sötét mániák (These Delicate and Dark Obsessions)   | Ben McKenzie         | Robert Hull                     | 2017. május 1. 2017. október 26.        | 3,02 millió | 316           |
| 61.  | 17. | A legfőbb kérdés (The Primal Riddle)                              | Maja Vrvilo          | Steven Lilien & Bryan Wynbrandt | 2017. május 8. 2017. november 2.        | 3,03 millió | 317           |
| 62.  | 18. | Gyújtsd meg a kanócot (Light the Wick)                            | Mark Tonderai        | Tze Chun                        | 2017. május 15. 2017. november 9.       | 2,98 millió | 318           |
| 63.  | 19. | Mindenkit elítélnek (All Will Be Judged)                          | John Behring         | Ken Woodruff                    | 2017. május 22. 2017. november 16.      | 2,92 millió | 319           |
| 64.  | 20. | Csinos és gonosz (Pretty Hate Machine)                            | Danny Cannon         | Steven Lilien & Bryan Wynbrandt | 2017. május 29. 2017. november 23.      | 3,03 millió | 320           |
| 65.  | 21. | A végzet (Destiny Calling)                                        | Nathan Hope          | Danny Cannon                    | 2017. június 5. 2017. november 30.      | 3,17 millió | 321           |
| 66.  | 22. | Mocskos lélek (Heavydirtysoul)                                    | Rob Bailey           | Robert Hull                     | 2017. június 5. 2017. december 7.       | 3,03 millió | 322           |

### Negyedik évad (2017-2018)
| Sor. | Év. | Cím                                                          | Rendező              | Író                             | Premier                                 | Nézettség   | Gyártási szám |
| ---- | --- | ------------------------------------------------------------ | -------------------- | ------------------------------- | --------------------------------------- | ----------- | ------------- |
| 67.  | 1.  | Pax Pingvina (Pax Pingvina)                                  | Danny Cannon         | John Stephens                   | 2017. szeptember 21. 2017. december 14. | 3,21 millió | 401           |
| 68.  | 2.  | A félelem kaszása (The Fear Reaper)                          | Louis Shaw Milito    | Danny Cannon                    | 2017. szeptember 28. 2017. december 21. | 2,87 millió | 402           |
| 69.  | 3.  | Akik álarc mögé bújnak (They Who Hide Behind Masks)          | Mark Tonderai        | Steven Lilien & Bryan Wynbrandt | 2018. október 5. 2017. december 28.     | 2,92 millió | 403           |
| 70.  | 4.  | A Démon Feje (The Demon's Head)                              | Kenneth Fink         | Ben McKenzie                    | 2018. október 12. 2018. január 4.       | 2,75 millió | 404           |
| 71.  | 5.  | A penge útja (The Blade's Path)                              | Scott White          | Tze Chun                        | 2018. október 19. 2018. január 11.      | 2,75 millió | 405           |
| 72.  | 6.  | Sertésnapi vigasságok (Hog Day Afternoon)                    | Mark Tonderai        | Kim Newton                      | 2018. október 26. 2018. január 18.      | 2,87 millió | 406           |
| 73.  | 7.  | Egy nap a Narrows-on (A Day in the Narrows)                  | John Behring         | Peter Blake                     | 2018. november 2. 2018. január 25.      | 2,75 millió | 407           |
| 74.  | 8.  | Ne ostorozd magad (Stop Hitting Yourself)                    | Rob Bailey           | Charlie Huston                  | 2018. november 9. 2018. február 1.      | 2,70 millió | 408           |
| 75.  | 9.  | Pitekóstoló (Let Them Eat Pie)                               | Nathan Hope          | Iturri Sosa                     | 2018. november 16. 2018. február 8.     | 2,62 millió | 409           |
| 76.  | 10. | Robbanékony dolgok (Things That Go Boom)                     | Louis Shaw Milito    | Steven Lilien & Bryan Wynbrandt | 2018. november 30. 2018. február 15.    | 2,59 millió | 410           |
| 77.  | 11. | A királynő a huszár ellen (Queen Takes Knight)               | Danny Cannon         | John Stephens                   | 2017. december 7. 2018. február 22.     | 2,53 millió | 411           |
| 78.  | 12. | Szilánkokra tört tükör (Pieces of a Broken Mirror)           | Hanelle M. Culpepper | Danny Cannon                    | 2018. március 1. 2018. július 19.       | 2,57 millió | 412           |
| 79.  | 13. | Álomszép sötétség (A Beautiful Darkness)                     | John Stephens        | Tze Chun                        | 2018. március 8. 2018. július 26.       | 2,41 millió | 413           |
| 80.  | 14. | Újra együtt (Reunion)                                        | Annabelle K. Frost   | Peter Blake                     | 2018. március 15. 2018. augusztus 2.    | 2,55 millió | 414           |
| 81.  | 15. | Süllyedő hajó, vastaps (The Sinking Ship The Grand Applause) | Nick Copus           | Seth Boston                     | 2018. március 22. 2018. augusztus 9.    | 2,47 millió | 415           |
| 82.  | 16. | A három leves egyike (One of My Three Soups)                 | Ben McKenzie         | Charlie Huston                  | 2018. március 29. 2018. augusztus 16.   | 2,39 millió | 416           |
| 83.  | 17. | Kötelező villásreggeli (Mandatory Brunch Meeting)            | Maja Vrvilo          | Steven Lilien & Bryan Wynbrandt | 2018. április 5. 2018. augusztus 23.    | 2,53 millió | 417           |
| 84.  | 18. | Jó szórakozást (That's Entertainment)                        | Nick Copus           | Danny Cannon                    | 2018. április 12. 2018. augusztus 30.   | 2,37 millió | 418           |
| 85.  | 19. | A halálunkon túl is (To Our Deaths and Beyond)               | Scott White          | Peter Blake & Iturri Sosa       | 2018. április 19. 2018. szeptember 6.   | 2,18 millió | 419           |
| 86.  | 20. | Rothadó hulla (That Old Corpse)                              | Louis Shaw Milito    | Charlie Huston                  | 2018. május 3. 2018. szeptember 13.     | 1,94 millió | 420           |
| 87.  | 21. | Egyetlen rossz nap (One Bad Day)                             | Rob Bailey           | Tze Chun                        | 2018. május 10. 2018. szeptember 20.    | 2,21 millió | 421           |
| 88.  | 22. | Senki földje (No Man's Land)                                 | Nathan Hope          | John Stephens & Seth Boston     | 2018. május 17. 2018. szeptember 27.    | 2,20 millió | 422           |

### Ötödik évad (2019)
| Sor. | Év. | Cím                                             | Rendező           | Író                            | Premier                               | Nézettség   | Gyártási szám |
| ---- | --- | ----------------------------------------------- | ----------------- | ------------------------------ | ------------------------------------- | ----------- | ------------- |
| 89.  | 1.  | Nulladik év (Year Zero)                         | Danny Cannon      | John Stephens                  | 2019. január 3. 2020. szeptember 1.   | 2,54 millió | 501           |
| 90.  | 2.  | Birtokháborítók (Trespassers)                   | Louis Shaw Milito | Danny Cannon                   | 2019. január 10. 2020. szeptember 1.  | 2,38 millió | 502           |
| 91.  | 3.  | Pingvin, a mi hősünk (Penguin, Our Hero)        | Rob Bailey        | Tze Chun                       | 2019. január 17. 2020. szeptember 1.  | 2,36 millió | 503           |
| 92.  | 4.  | Romokban (Ruin)                                 | Nathan Hope       | Chad Fiveash & James Stoteraux | 2019. január 24. 2020. szeptember 1.  | 2,35 millió | 504           |
| 93.  | 5.  | Pena Dura (Pena Dura)                           | Mark Tonderai     | Iturri Sosa                    | 2019. január 31. 2020. szeptember 1.  | 2,34 millió | 505           |
| 94.  | 6.  | 13 öltés (13 Stitches)                          | Ben McKenzie      | Seth Boston                    | 2019. február 14. 2020. szeptember 1. | 2,28 millió | 506           |
| 95.  | 7.  | Ace Vegyszergyár (Ace Chemicals)                | John Stephens     | Tze Chun                       | 2019. február 21. 2020. szeptember 1. | 2,13 millió | 507           |
| 96.  | 8.  | Semmi meglepő (Nothing's Shocking)              | Kenneth Fink      | Seth Boston                    | 2019. február 28. 2020. szeptember 1. | 2,22 millió | 508           |
| 97.  | 9.  | Jim Gordon tárgyalása (The Trial of Jim Gordon) | Erin Richards     | Ben McKenzie                   | 2019. március 7. 2020. szeptember 1.  | 2,04 millió | 509           |
| 98.  | 10. | Én vagyok Bane (I Am Bane)                      | Kenneth Fink      | James Storeaux & Chad Fiveash  | 2019. március 21. 2020. szeptember 1. | 2,17 millió | 510           |
| 99.  | 11. | Hogy micsoda? (They Did What?)                  | Carol Banker      | Tze Chun                       | 2019. április 18. 2020. szeptember 1. | 2,02 millió | 511           |
| 100. | 12. | A kezdet (The Beginning...)                     | Rob Bailey        | John Stephens                  | 2019. április 25. 2020. szeptember 1. | 2,19 millió | 512           |